# Чирянка блакитнокрила
{{#ifeq:0|0|{{#if:|{{#if:Spatuladiscors|[[]}}|}}}}
Чирянка блакитнокрила (Spatula discors) — вид птахів з родини качкових (Anatidae). Один із менших представників групи качок, які живляться переважно на поверхні та на мілинах. Поширена в Північній Америці, де розмножується від півдня Аляски до Нової Шотландії та від півдня до півночі Техасу. Зимує уздовж узбережжя Тихого та Атлантичного океанів, мігруючи на південь до Карибських островів та Центральної Америки.

## Таксономія
Перший формальний опис чирянки блакитнокрилої був зроблений шведським натуралістом Карлом Ліннеєм у 1766 р. у дванадцятому виданні його капітальної «Systema Naturae». Він придумав цій качці біноміальну назву Anas discors. Молекулярне філогентичне дослідження, що порівнювало послідовності мітохондріальних ДНК, опубліковане в 2009 році, довело, що рід Anas, як виявилось, не був монофілетичним. Згодом рід був розділений на чотири монофілетичні роди з десятьма видами. Чирянку блакитнокрилу перенесли до відродженого роду Spatula разом з широконіскою. Цей рід вперше був запропонований німецьким зоологом Фрідріхом Бої в 1822 році . Spatula — це з латинської «ложка» або «шпатель», що перегукується з назвою широконіски. Видовий епітет disors означає по-латинськи "різний" або "інакший". Інший синонім — Querquedula discors, присутній у виданнях деяких орнітологічних товариств. У Фесенка ці качки по-старому залишені в роді Anas, щоправда з поданими новими назвами у вигляді синонімів, але не перейменовані за новими родами по-українськи.

## Опис

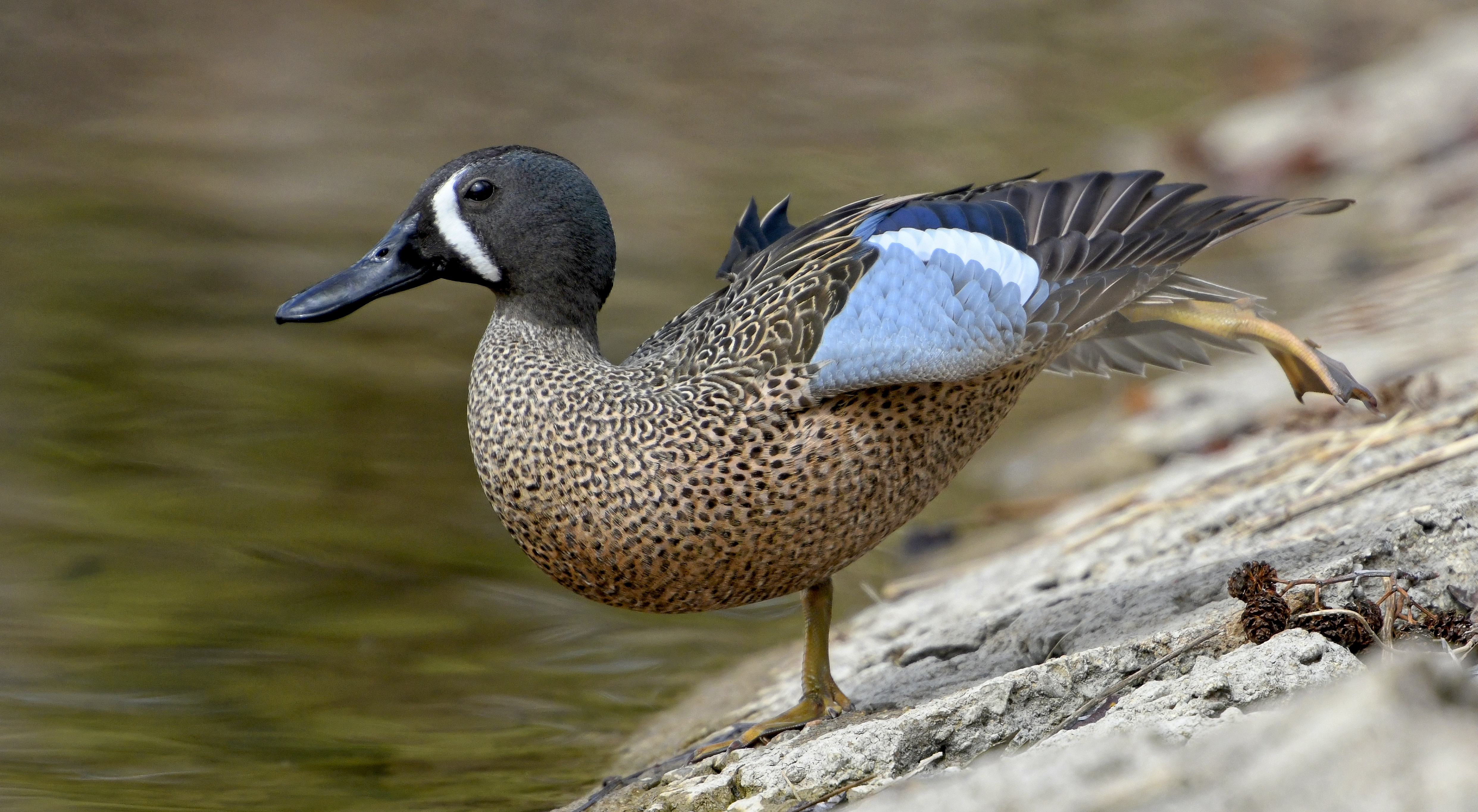
Самець чирянки блакитнокрилої показує блакитне покривне пір'я на крилі

Чирянка блакитнокрила — 40 см завдовжки, з розмахом крил 58 см, вагою 370 г. 
Дорослий самець має сірувату з ледь блакитним відливом голову, з білими півмісяцями на щоках, світло-коричневе рябувате тіло з білою плямою біля задньої частини та чорним хвостом. Доросла самиця плямисто-коричнева і має білясту область біля основи дзьоба. У обох статей небесно-блакитні покривні пера крил, видні в польоті, зелене дзеркальце і жовті ноги. Вони мають дві линьки щороку і ще третю линьку на першому році життя. Поклик самця — короткий свист; самки — тихе крякання.

## Поширення
Ареал охоплює всю Північну Америку, за винятком західної та північної Аляски, північної території Юкона, північної частини Північно-західних територій та північного сходу Канади. Чирянки блакитнокрилі рідкісні на пустельному південному заході США та на західному узбережжі. Місцем розмноження чирянок є болота і ставки.
Ареал розмноження простягається від східно-центральної Аляски та півдня району Макензі на схід до південного Квебеку та південного заходу Ньюфаундленду. У прилеглих Сполучених Штатах він розмножується від північного сходу Каліфорнії на схід до центральної Луїзіани, центрального Теннессі та Атлантичного узбережжя. Західна чирянка блакитнокрила населяє частину ареалу гніздування на захід від Аппалачських гір. Атлантична чирянка блакитнокрила гніздиться вздовж Атлантичного узбережжя від Нью-Брансвіка до острова Пі, штат Північна Кароліна. 
Вони мігрують зграями на зимівлю на південь від ареалу розмноження. Під час міграції деякі птахи можуть пролітати великі відстані над відкритим океаном. Часом випадково залітають до Європи, де за їхніми жовтими ногами їх можна чітко відрізнити від інших чирянок — малої та великої. Останніми роками щорічно трапляються зальоти до Великої Британії та Ірландії. Чирянка блакитнокрила зимує від Південної Каліфорнії до західного та південного Техасу, узбережжя Мексиканської затоки до Атлантичного узбережжя, Карибського басейну та ще далі на південь до Центральної і Південної Америки. Часто можна побачити зимівлю на півдні, аж до Бразилії та центральної Чилі.

## Середовище існування
Чирянки блакитнокрилі мешкають на береговій лінії частіше, ніж у відкритих водах, і віддають перевагу спокійній воді та повільним струмкам, напротивагу швидкій течії. Вони мешкають на внутрішніх болотах, озерах, ставках, басейнах і мілководних струмках з густими заростями рослинності. У прибережних районах розмноження відбувається на солоно-болотних луках із прилеглими ставками або струмками. Чирянка блакитнокрила використовує камені, що вистають над водою, хатки ондатр, стовбури або гілляки повалених дерев, голі ділянки берегової лінії або болота для відпочинку.
Чирянки блакитнокрилі зимують на мілких внутрішніх прісноводних та прилеглих до моря солоних болотах. Гнізда будують на сухому ґрунті на трав'янистих ділянках, таких як луки, сіножаті та масиви осок і очеретів. Вони також можуть гніздитися в місцях з дуже дрібною, рідкою рослинністю. Чирянки блакитнокрилі зазвичай гніздяться в межах парусот метрів від відкритої води; проте гнізда були знайдені на віддалі до 1,6 км від води. Там, де середовище проживання хороше, вони гніздяться групами.
Чирянки блакитнокрилі часто використовують густі зарості рогози та очерету для втечі і схованки. Злакові і осокові луки та сіножаті є місцями гніздування цих качок. Ерік Фріцел повідомив, що гнізда чирянок, розташовані у розрідженому трав'яному покриві, були більш успішними, ніж у густому покриві. Успіх гніздування становив 47% на пасовищах і 14% на непасовищних луках.
Чирянка блакитнокрила в основному зустрічається в північних преріях та паркових зонах. Це найпоширеніша качка у змішаних трав'яних преріях Дакоти та прерійних провінціях Канади. Чирянка блакитнокрила зустрічається також у заболочених місцевостях бореальних лісових асоціацій, преріях низькорослих трав, різнотравних луках та листяних лісах.
Ця качка зазвичай населяє водно-болотні угруповання, в яких переважають куга (Scirpus spp.), рогіз ( Typha spp.), рдесник ( Potamogeton spp.), осока (Carex spp.), рупія морська (Ruppia maritima) та інша лучна і водна рослинність. Під час линьки вона часто ховаається серед обширних заростей очерету та рогозу. Чирянка блакитнокрила віддає перевагу гніздуванню на територіях з переважанням злаків (Poa spp.). Сіножаті, рослинні угруповання  Ceonothus cuneatus та осок також важливі як місця гніздування.

## Поведінка

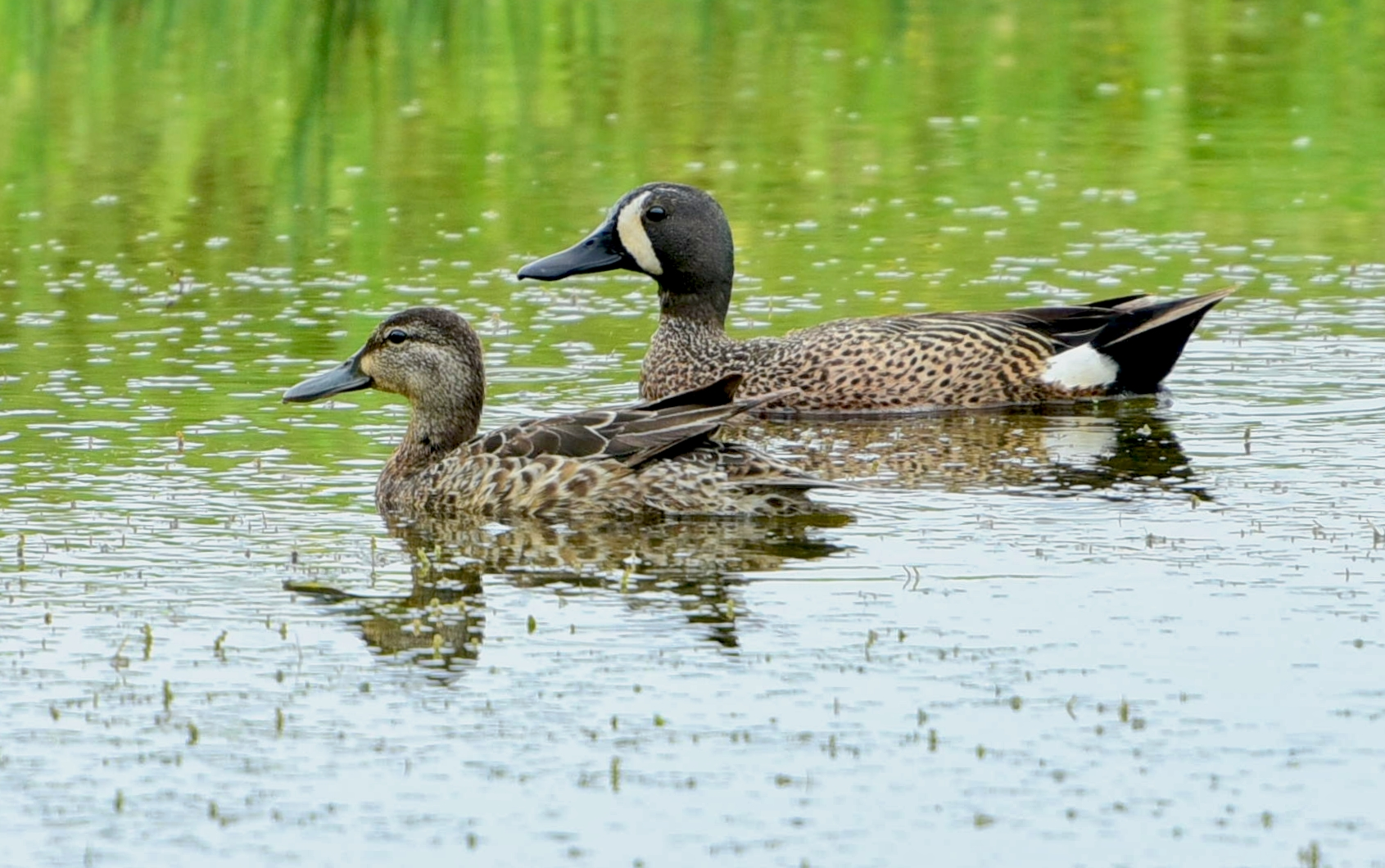
Самиця та самець, коло Кавендіш (Острів Принца Едварда)

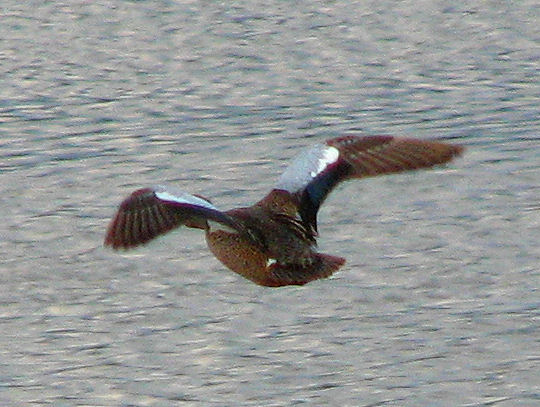
У польоті, Ладнер, Британська Колумбія

Ці птахи харчуються, занурюючи голову у воду на мілководді, на краю боліт або у відкритих водоймах подібно до крижнів, нерознів та. Вони в основному харчуються рослинами; в їх раціон можуть входити молюски та водні комахи.
Чирянки блакитнокрилі, як правило, перші серед качок відлітають на південь восени, і останні на північ навесні. Дорослі селезні покидають місця розмноження задовго до дорослих качок-самиць та молодняку. Більшість зграй чирянок, побачених після середини вересня, складаються здебільшого з дорослих самиць та молоді. У північних регіонах постійно зменшується популяція чирянок блакитнокрилих з початку вересня до початку листопада. Чирянки блакитнокрилі в центральних районах міграції, як правило, затримуються до вересня, а потім швидко відлітають протягом жовтня, а невелика кількість залишається до грудня. Велика кількість чирянок з’являється на місцях зимівлі у Флориді, Луїзіані та Техасі у вересні.

### Розмноження

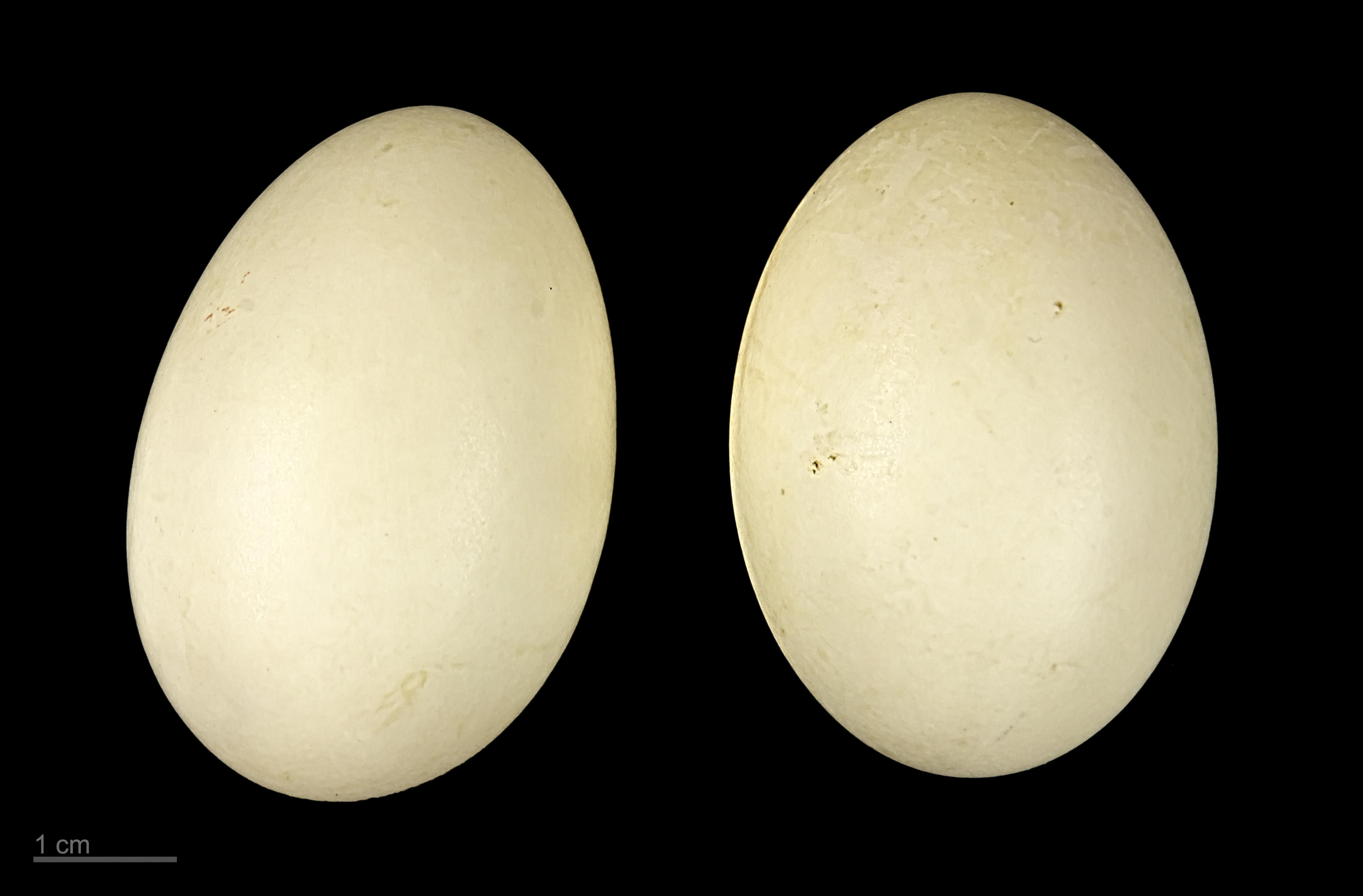
Яйця Anas discors - MHNT

Початок залицянь серед молоді чирянок часто починається наприкінці січня або на початку лютого. У районах на південь від місць розмноження чирянки блакитнокрилі активніше залицяються під час весняної міграції, ніж більшість інших качок.
Чирянки блакитнокрилі одними з останніх приступають до гніздування,  зазвичай гніздяться між 15 квітня і 15 травня. Після середини липня заводиться мало гнізд. Хронологія гніздування може змінюватися з року в рік внаслідок погодних умов. На болотах Дельта, Манітоба, гніздування чирянок блакитнокрилих запізнилось на тиждень у 1950 році через аномально холодну погоду. Гніздо — неглибока западина в землі, вистелена травою та пухом, зазвичай поміж рослинністю.
Чирянки блакитнокрилі зазвичай несуть від 10 до 12 яєць. Запізнілі гніздування та повторні мають значно менші кладки, в середньому п'ять-шість яєць. Розмір кладки також може змінюватися залежно від віку качки. Однорічники, як правило, кладуть менші кладки. Висиджування триває від 21 до 27 днів. Чирянки блакитнокрилі статево зрілі після першої зими. Під час інкубації селезень залишає свою пару і переміщується до відповідного сховку для линяння, і в цей період не може літати від 3 до 4 тижнів.
Каченята чирянки блакитнокрилої можуть самостійно бігти до води через 12 годин після вилуплення, але не покидають гнізда до 6-7 тижнів.

### Звички живлення

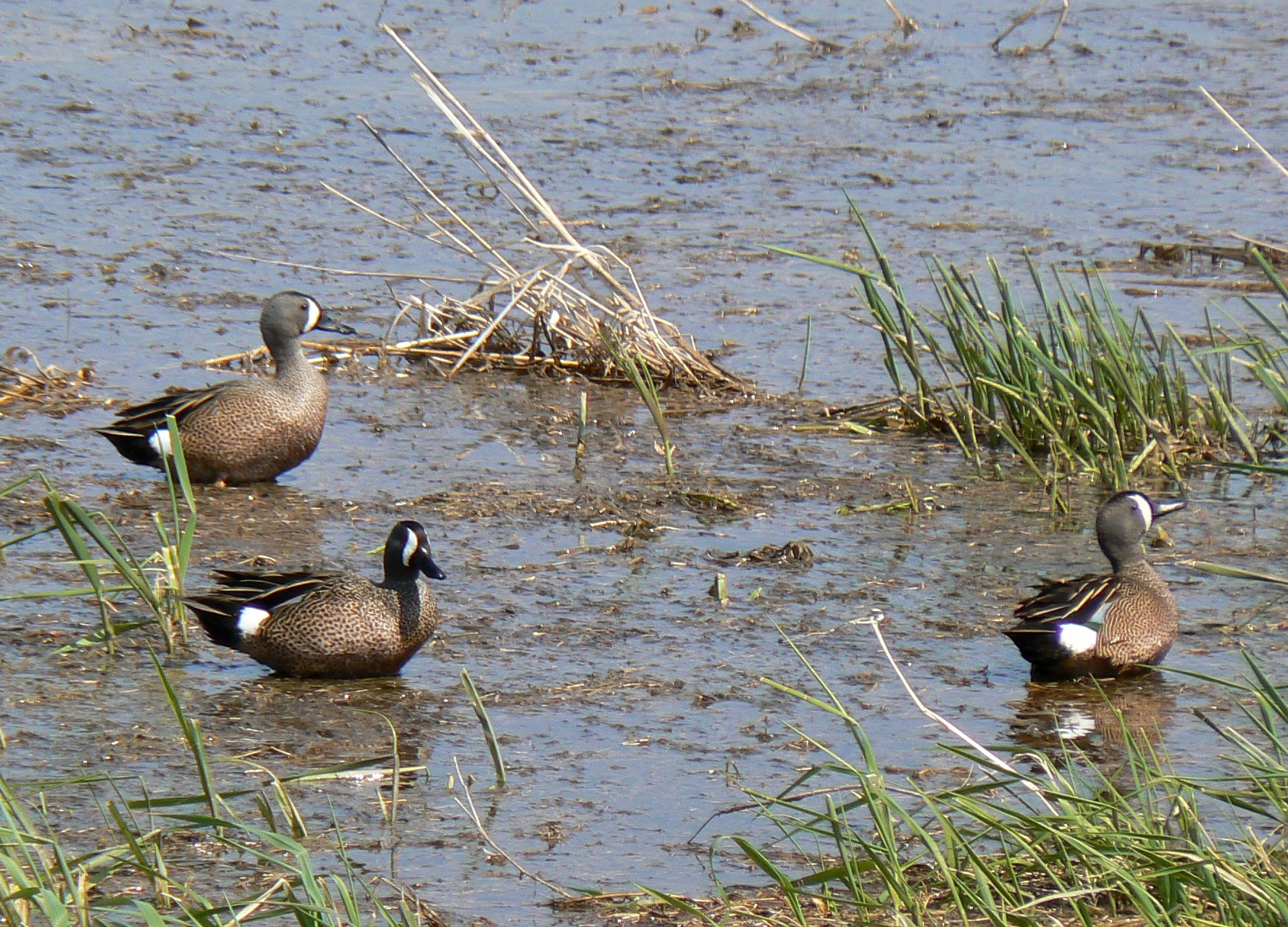
Самці в окрузі Сарпі, штат Небраска

Чирянки блакитнокрилі живляться на поверхні і воліють харчуватися в болотистих місцях, на полях або на мілководді, де є плаваюча та неглибоко занурена рослинність, а також численні дрібні водні тварини. Вони здебільшого харчуються рослинним матеріалом, що складається з насіння або стебел та листя осок, злаків, водної рослинності, гірчаку ( Polygonum spp.), ряски ( Lemna spp.), польових трав та харових водоростей (Chara spp.). Насіння рослин, які ростуть на поверхні боліт, таких як смикавець ( Cyperus spp.), просо (Panicum spp.) та рисова трава (Leersia oryzoides), жадібно споживається цією качкою. Чверть їжі, яку споживають чирянки, становить матеріал тваринного походження, такий як молюски, ракоподібні та комахи.

## Хижаки
До загальних хижаків чирянки блакитнокрилої належать люди, змії, черепахи (Chlycha serpentina), собаки, коти, щука-маскінонг, американські ворони (Corvus brachyrhnchos), сороки (Pica spp.), ховрахи, койоти (Canis latrans), лисиці звичайні (Vulpes fulva) і сірі  (Urocyon cinereoargenteus), ракуни (Procyon lotor), довгохвості ласки (Mustela frenata), американські норки (Mustela vison), смугасті скунси ( Mephitis mephitis ), плямисті скунси (Spilogale putorius) та американські борсуки (Taxidea taxus).
Під час одного дослідження близько половини гніздових втрат чирянок блакитнокрилих були спричинені ссавцями. Смугасті та плямисті скунси спричинили понад дві третини цих втрат. Усі втрати гнізд, спричинені птахами, пов'язані або з воронами, або з сороками.

## Подальше читання
- Olson, Storrs L.; James, Helen F.; Meister, C. A. (1981). Winter field notes and specimen weights of Cayman Island birds. Bulletin of the British Ornithologists' Club. 101 (3): 339—346.
- Clements, James (2007). The Clements Checklist of the Birds of the World. Ithaca: Cornell University Press.
- Henninger, W. F. (June 1906). A Preliminary List of the Birds of Seneca County, Ohio (PDF). Wilson Bulletin. 18 (2): 47—60.

## Зовнішні посилання
- Blue-winged Teal - Anas discors - USGS Patuxent Bird Identification InfoCenter
- Blue-winged Teal Species Account – Cornell Lab of Ornithology
- Blue-winged Teal Information at eNature.com
- Blue-winged Teal photo gallery at VIREO (Drexel University)
- Interactive range map of Anas discors at IUCN Red List maps